# 1951 في جمهورية أيرلندا
فيما يلي قوائم الأحداث التي وقعت خلال عام 1951 في جمهورية أيرلندا.

## سياسة

### تعيين في المنصب
- 12 أبريل – جون أ كوستيلو وزير الصحة [الإنجليزية]‏،نائب دييل.
- 13 يونيو – أرسكين تشايلدرز هاميلتون نائب دييل.
- 13 يونيو – إيمون دي فاليرا نائب دييل، تاوسيتش.
- 13 يونيو – باتريك ليتل نائب دييل.
- 13 يونيو – باتريك هوجان نائب دييل.
- 13 يونيو – توم هيجينز نائب دييل.
- 13 يونيو – جاك لينش نائب دييل.
- 13 يونيو – جيمس ديلون نائب دييل.
- 13 يونيو – ريتشارد ملكاهي نائب دييل.
- 13 يونيو – شون ماكبرايد نائب دييل.
- 13 يونيو – فرانك ايكن وزير الخارجية والتجارة [الإنجليزية]‏، نائب دييل.
- 13 يونيو – فرانك فاهي نائب دييل.

### انتهاء فترة المنصب
- 2 مايو – أرسكين تشايلدرز هاميلتون نائب دييل.
- 2 مايو – إيمون دي فاليرا نائب دييل.
- 2 مايو – باتريك ليتل نائب دييل.
- 2 مايو – باتريك هوجان نائب دييل.
- 2 مايو – توم هيجينز نائب دييل.
- 2 مايو – جاك لينش نائب دييل.
- 2 مايو – جون أ كوستيلو نائب دييل،وزير الصحة [الإنجليزية]‏، تاوسيتش.
- 2 مايو – جيمس ديلون نائب دييل،وزير الزراعة والغذاء والملاحة [الإنجليزية]‏.
- 2 مايو – ريتشارد ملكاهي نائب دييل،وزير التربية والمهارات [الإنجليزية]‏.
- 2 مايو – شون ماكبرايد نائب دييل،وزير الخارجية والتجارة [الإنجليزية]‏.
- 2 مايو – فرانك ايكن نائب دييل.
- 2 مايو – فرانك فاهي نائب دييل،رئيس مجلس دويل أيرن [الإنجليزية]‏.

## كتب
من الكتب التي صدرت هذه السنة في جمهورية أيرلندا:
- 1 يناير – مالون يموت من تأليف صمويل بيكيت.
- 1 يناير – مولوي من تأليف صمويل بيكيت.

## مواليد

### أبريل
- 24 أبريل – إندا كيني

### سبتمبر
- 12 سبتمبر – بيرتي أهرن سياسي أيرلندي.

### أكتوبر
- 5 أكتوبر – بوب جيلدوف